# Medaliści igrzysk olimpijskich w lekkoatletyce – biegi

## Biegi

### Bieg na 60 metrów
Konkurencja obecna była w programie igrzysk jedynie dwa razy – zadebiutowała na II Letnich Igrzyskach Olimpijskich w 1900 roku, po raz ostatni konkurowano w niej 4 lata później, na igrzyskach w St. Louis. Liderami konkurencji są Amerykanie Archie Hahn i Alvin Kraenzlein, którzy zdobyli po jednym złotym medalu. Reprezentanci Stanów Zjednoczonych zdobyli większość medali, jeden brązowy medal wywalczył reprezentant Australii. W poniższej tabeli przedstawiono wszystkich medalistów igrzysk olimpijskich w biegu na 60 m w latach 1900–1904.
| Rok i miejsce   |                   | Złoto            |                   | Srebro           |                   | Brąz           | Źr.   |
| --------------- | ----------------- | ---------------- | ----------------- | ---------------- | ----------------- | -------------- | ----- |
| 1900, Paryż     | Stany Zjednoczone | Alvin Kraenzlein | Stany Zjednoczone | Walter Tewksbury | Wielka Brytania   | Stanley Rowley | [ 1 ] |
| 1904, St. Louis | Stany Zjednoczone | Archie Hahn      | Stany Zjednoczone | William Hogenson | Stany Zjednoczone | Fay Moulton    | [ 2 ] |

### Bieg na 100 metrów
Konkurencja obecna jest w programie nieprzerwanie od pierwszej edycji letnich igrzysk olimpijskich. Liderem klasyfikacji zawodników jest Jamajczyk Usain Bolt, który zdobył 3 złote medale. Wśród reprezentacji liderem są Stany Zjednoczone, które w dorobku posiadają 16 złotych, 15 srebrnych i 9 brązowych medali. W poniższej tabeli przedstawiono wszystkich medalistów igrzysk olimpijskich w biegu na 100 m w latach 1886–2021.
| Rok i miejsce        |                   | Złoto            |                      | Srebro             |                   | Brąz              | Źr.    |
| -------------------- | ----------------- | ---------------- | -------------------- | ------------------ | ----------------- | ----------------- | ------ |
| 1896, Ateny          | Stany Zjednoczone | Tom Burke        | Cesarstwo Niemieckie | Fritz Hofmann      | Stany Zjednoczone | Francis Lane      | [ 3 ]  |
| 1896, Ateny          | Stany Zjednoczone | Tom Burke        | Cesarstwo Niemieckie | Fritz Hofmann      | Alajos Szokolyi   |                   | [ 3 ]  |
| 1900, Paryż          | Stany Zjednoczone | Frank Jarvis     | Stany Zjednoczone    | Walter Tewksbury   | Wielka Brytania   | Stanley Rowley    | [ 4 ]  |
| 1904, St. Louis      | Stany Zjednoczone | Archie Hahn      | Stany Zjednoczone    | Nathaniel Cartmell | Stany Zjednoczone | William Hogenson  | [ 5 ]  |
| 1908, Londyn         | Wielka Brytania   | Reggie Walker    | Stany Zjednoczone    | James Rector       | Kanada            | Bobby Kerr        | [ 6 ]  |
| 1912, Sztokholm      | Stany Zjednoczone | Ralph Craig      | Stany Zjednoczone    | Alvah Meyer        | Stany Zjednoczone | Donald Lippincott | [ 7 ]  |
| 1920, Antwerpia      | Stany Zjednoczone | Charlie Paddock  | Stany Zjednoczone    | Morris Kirksey     | Wielka Brytania   | Harry Edward      | [ 8 ]  |
| 1924, Paryż          | Wielka Brytania   | Harold Abrahams  | Stany Zjednoczone    | Jackson Scholz     | Nowa Zelandia     | Arthur Porritt    | [ 9 ]  |
| 1928, Amsterdam      | Kanada            | Percy Williams   | Wielka Brytania      | Jack London        |                   | Georg Lammers     | [ 10 ] |
| 1932, Los Angeles    | Stany Zjednoczone | Eddie Tolan      | Stany Zjednoczone    | Ralph Metcalfe     |                   | Arthur Jonath     | [ 11 ] |
| 1936, Berlin         | Stany Zjednoczone | Jesse Owens      | Stany Zjednoczone    | Ralph Metcalfe     | Holandia          | Martinus Osendarp | [ 12 ] |
| 1948, Londyn         | Stany Zjednoczone | Harrison Dillard | Stany Zjednoczone    | Barney Ewell       | Panama            | Lloyd La Beach    | [ 13 ] |
| 1952, Helsinki       | Stany Zjednoczone | Lindy Remigino   | Jamajka              | Herb McKenley      | Wielka Brytania   | McDonald Bailey   | [ 14 ] |
| 1956, Melbourne      | Stany Zjednoczone | Bobby Joe Morrow | Stany Zjednoczone    | Thane Baker        | Australia         | Hector Hogan      | [ 15 ] |
| 1960, Rzym           |                   | Armin Hary       | Stany Zjednoczone    | David Sime         | Wielka Brytania   | Peter Radford     | [ 16 ] |
| 1964, Tokio          | Stany Zjednoczone | Bob Hayes        | Kuba                 | Enrique Figuerola  | Kanada            | Harry Jerome      | [ 17 ] |
| 1968, Meksyk         | Stany Zjednoczone | Jim Hines        | Jamajka              | Lennox Miller      | Stany Zjednoczone | Charles Greene    | [ 18 ] |
| 1972, Monachium      |                   | Wałerij Borzow   | Stany Zjednoczone    | Robert Taylor      | Jamajka           | Lennox Miller     | [ 19 ] |
| 1976, Montreal       | Trynidad i Tobago | Hasely Crawford  | Jamajka              | Don Quarrie        |                   | Wałerij Borzow    | [ 20 ] |
| 1980, Moskwa         | Wielka Brytania   | Allan Wells      | Kuba                 | Silvio Leonard     |                   | Petyr Petrow      | [ 21 ] |
| 1984, Los Angeles    | Stany Zjednoczone | Carl Lewis       | Stany Zjednoczone    | Sam Graddy         | Kanada            | Ben Johnson       | [ 22 ] |
| 1988, Seul           | Stany Zjednoczone | Carl Lewis       | Wielka Brytania      | Linford Christie   | Stany Zjednoczone | Calvin Smith      | [ 23 ] |
| 1992, Barcelona      | Wielka Brytania   | Linford Christie | Namibia              | Frankie Fredericks | Stany Zjednoczone | Dennis Mitchell   | [ 24 ] |
| 1996, Atlanta        | Kanada            | Donovan Bailey   | Namibia              | Frankie Fredericks | Trynidad i Tobago | Ato Boldon        | [ 25 ] |
| 2000, Sydney         | Stany Zjednoczone | Maurice Greene   | Trynidad i Tobago    | Ato Boldon         | Barbados          | Obadele Thompson  | [ 26 ] |
| 2004, Ateny          | Stany Zjednoczone | Justin Gatlin    | Portugalia           | Francis Obikwelu   | Stany Zjednoczone | Maurice Greene    | [ 27 ] |
| 2008, Pekin          | Jamajka           | Usain Bolt       | Trynidad i Tobago    | Richard Thompson   | Stany Zjednoczone | Walter Dix        | [ 28 ] |
| 2012, Londyn         | Jamajka           | Usain Bolt       | Jamajka              | Yohan Blake        | Stany Zjednoczone | Justin Gatlin     | [ 29 ] |
| 2016, Rio de Janeiro | Jamajka           | Usain Bolt       | Stany Zjednoczone    | Justin Gatlin      | Kanada            | Andre De Grasse   | [ 30 ] |
| 2021, Tokio          | Włochy            | Marcell Jacobs   | Stany Zjednoczone    | Fred Kerley        | Kanada            | Andre De Grasse   | [ 31 ] |

### Bieg na 200 metrów
Konkurencja obecna jest w programie nieprzerwanie od drugiej edycji letnich igrzysk olimpijskich. Liderem klasyfikacji zawodników jest Jamajczyk Usain Bolt, który zdobył 3 złote medale. Wśród reprezentacji liderem są Stany Zjednoczone, które w dorobku posiadają 17 złotych, 19 srebrnych i 12 brązowych medali. W poniższej tabeli przedstawiono wszystkich medalistów igrzysk olimpijskich w biegu na 200 m w latach 1900–2021.
| Rok i miejsce        |                   | Złoto                  |                   | Srebro             |                   | Brąz                | Źr.    |
| -------------------- | ----------------- | ---------------------- | ----------------- | ------------------ | ----------------- | ------------------- | ------ |
| 1900, Paryż          | Stany Zjednoczone | Walter Tewksbury       | Indie Brytyjskie  | Norman Pritchard   | Wielka Brytania   | Stanley Rowley      | [ 32 ] |
| 1904, St. Louis      | Stany Zjednoczone | Archie Hahn            | Stany Zjednoczone | Nathaniel Cartmell | Stany Zjednoczone | William Hogenson    | [ 33 ] |
| 1908, Londyn         | Kanada            | Bobby Kerr             | Stany Zjednoczone | Robert Cloughen    | Stany Zjednoczone | Nathaniel Cartmell  | [ 34 ] |
| 1912, Sztokholm      | Stany Zjednoczone | Ralph Craig            | Stany Zjednoczone | Donald Lippincott  | Wielka Brytania   | William Applegarth  | [ 35 ] |
| 1920, Antwerpia      | Stany Zjednoczone | Allen Woodring         | Stany Zjednoczone | Charlie Paddock    | Wielka Brytania   | Harry Edward        | [ 36 ] |
| 1924, Paryż          | Stany Zjednoczone | Jackson Scholz         | Stany Zjednoczone | Charlie Paddock    | Wielka Brytania   | Eric Liddell        | [ 37 ] |
| 1928, Amsterdam      | Kanada            | Percy Williams         | Wielka Brytania   | Walter Rangeley    |                   | Helmut Körnig       | [ 38 ] |
| 1932, Los Angeles    | Stany Zjednoczone | Eddie Tolan            | Stany Zjednoczone | George Simpson     | Stany Zjednoczone | Ralph Metcalfe      | [ 39 ] |
| 1936, Berlin         | Stany Zjednoczone | Jesse Owens            | Stany Zjednoczone | Matthew Robinson   | Holandia          | Martinus Osendarp   | [ 40 ] |
| 1948, Londyn         | Stany Zjednoczone | Mel Patton             | Stany Zjednoczone | Barney Ewell       | Panama            | Lloyd La Beach      | [ 41 ] |
| 1952, Helsinki       | Stany Zjednoczone | Andy Stanfield         | Stany Zjednoczone | Thane Baker        | Stany Zjednoczone | James Gathers       | [ 42 ] |
| 1956, Melbourne      | Stany Zjednoczone | Bobby Joe Morrow       | Stany Zjednoczone | Andy Stanfield     | Stany Zjednoczone | Thane Baker         | [ 43 ] |
| 1960, Rzym           | Włochy            | Livio Berruti          | Stany Zjednoczone | Lester Carney      | Francja           | Abdoulaye Seye      | [ 44 ] |
| 1964, Tokio          | Stany Zjednoczone | Henry Carr             | Stany Zjednoczone | Paul Drayton       | Trynidad i Tobago | Edwin Roberts       | [ 45 ] |
| 1968, Meksyk         | Stany Zjednoczone | Tommie Smith           | Australia         | Peter Norman       | Stany Zjednoczone | John Carlos         | [ 46 ] |
| 1972, Monachium      |                   | Wałerij Borzow         | Stany Zjednoczone | Larry Black        | Włochy            | Pietro Mennea       | [ 47 ] |
| 1976, Montreal       | Jamajka           | Don Quarrie            | Stany Zjednoczone | Millard Hampton    | Stany Zjednoczone | Dwayne Evans        | [ 48 ] |
| 1980, Moskwa         | Włochy            | Pietro Mennea          | Wielka Brytania   | Allan Wells        | Jamajka           | Don Quarrie         | [ 49 ] |
| 1984, Los Angeles    | Stany Zjednoczone | Carl Lewis             | Stany Zjednoczone | Kirk Baptiste      | Stany Zjednoczone | Thomas Jefferson    | [ 50 ] |
| 1988, Seul           | Stany Zjednoczone | Joe DeLoach            | Stany Zjednoczone | Carl Lewis         | Brazylia          | Robson da Silva     | [ 51 ] |
| 1992, Barcelona      | Stany Zjednoczone | Michael Marsh          | Namibia           | Frankie Fredericks | Stany Zjednoczone | Michael Bates       | [ 52 ] |
| 1996, Atlanta        | Stany Zjednoczone | Michael Johnson        | Namibia           | Frankie Fredericks | Trynidad i Tobago | Ato Boldon          | [ 53 ] |
| 2000, Sydney         | Grecja            | Konstandinos Kienderis | Wielka Brytania   | Darren Campbell    | Trynidad i Tobago | Ato Boldon          | [ 54 ] |
| 2004, Ateny          | Stany Zjednoczone | Shawn Crawford         | Stany Zjednoczone | Bernard Williams   | Stany Zjednoczone | Justin Gatlin       | [ 55 ] |
| 2008, Pekin          | Jamajka           | Usain Bolt             | Stany Zjednoczone | Shawn Crawford     | Stany Zjednoczone | Walter Dix          | [ 56 ] |
| 2012, Londyn         | Jamajka           | Usain Bolt             | Jamajka           | Yohan Blake        | Jamajka           | Warren Weir         | [ 57 ] |
| 2016, Rio de Janeiro | Jamajka           | Usain Bolt             | Kanada            | Andre De Grasse    | Francja           | Christophe Lemaitre | [ 58 ] |
| 2021, Tokio          | Kanada            | Andre De Grasse        | Stany Zjednoczone | Kenneth Bednarek   | Stany Zjednoczone | Noah Lyles          | [ 59 ] |

### Bieg na 400 metrów
Konkurencja obecna jest w programie nieprzerwanie od pierwszej edycji letnich igrzysk olimpijskich. Liderem klasyfikacji zawodników jest Amerykanin Michael Johnson, który zdobył 2 złote medale. Wśród reprezentacji liderem są Stany Zjednoczone, które w dorobku posiadają 19 złotych, 13 srebrnych i 12 brązowych medali. W poniższej tabeli przedstawiono wszystkich medalistów igrzysk olimpijskich w biegu na 400 m w latach 1896–2021.
| Rok i miejsce        |                   | Złoto              |                          | Srebro                |                   | Brąz             | Źr.    |
| -------------------- | ----------------- | ------------------ | ------------------------ | --------------------- | ----------------- | ---------------- | ------ |
| 1896, Ateny          | Stany Zjednoczone | Tom Burke          | Stany Zjednoczone        | Herbert Jamison       | Wielka Brytania   | Charles Gmelin   | [ 60 ] |
| 1900, Paryż          | Stany Zjednoczone | Maxey Long         | Stany Zjednoczone        | William Holland       | Dania             | Ernst Schultz    | [ 61 ] |
| 1904, St. Louis      | Stany Zjednoczone | Harry Hillman      | Stany Zjednoczone        | Frank Waller          | Stany Zjednoczone | Herman Groman    | [ 62 ] |
| 1908, Londyn         | Wielka Brytania   | Wyndham Halswelle  | –                        |                       | –                 |                  | [ 63 ] |
| 1912, Sztokholm      | Stany Zjednoczone | Charles Reidpath   | Cesarstwo Niemieckie     | Hanns Braun           | Stany Zjednoczone | Edward Lindberg  | [ 64 ] |
| 1920, Antwerpia      |                   | Bevil Rudd         | Wielka Brytania          | Guy Butler            | Szwecja           | Nils Engdahl     | [ 65 ] |
| 1924, Paryż          | Wielka Brytania   | Eric Liddell       | Stany Zjednoczone        | Horatio Fitch         | Wielka Brytania   | Guy Butler       | [ 66 ] |
| 1928, Amsterdam      | Stany Zjednoczone | Ray Barbuti        | Kanada                   | James Ball            |                   | Joachim Büchner  | [ 67 ] |
| 1932, Los Angeles    | Stany Zjednoczone | Bill Carr          | Stany Zjednoczone        | Ben Eastman           | Kanada            | Alex Wilson      | [ 68 ] |
| 1936, Berlin         | Stany Zjednoczone | Archie Williams    | Wielka Brytania          | Godfrey Brown         | Stany Zjednoczone | James LuValle    | [ 69 ] |
| 1948, Londyn         | Jamajka           | Arthur Wint        | Jamajka                  | Herb McKenley         | Stany Zjednoczone | Mal Whitfield    | [ 70 ] |
| 1952, Helsinki       | Jamajka           | George Rhoden      | Jamajka                  | Herb McKenley         | Stany Zjednoczone | Ollie Matson     | [ 71 ] |
| 1956, Melbourne      | Stany Zjednoczone | Charlie Jenkins    | Niemcy                   | Karl-Friedrich Haas   | Finlandia         | Voitto Hellsten  | [ 72 ] |
| 1956, Melbourne      | Stany Zjednoczone | Charlie Jenkins    | Niemcy                   | Karl-Friedrich Haas   | Ardalion Ignatjew |                  | [ 72 ] |
| 1960, Rzym           | Stany Zjednoczone | Otis Davis         |                          | Carl Kaufmann         |                   | Malcolm Spence   | [ 73 ] |
| 1964, Tokio          | Stany Zjednoczone | Michael Larrabee   | Trynidad i Tobago        | Wendell Mottley       |                   | Andrzej Badeński | [ 74 ] |
| 1968, Meksyk         | Stany Zjednoczone | Lee Evans          | Stany Zjednoczone        | Larry James           | Stany Zjednoczone | Ron Freeman      | [ 75 ] |
| 1972, Monachium      | Stany Zjednoczone | Vincent Matthews   | Stany Zjednoczone        | Wayne Collett         | Kenia             | Julius Sang      | [ 76 ] |
| 1976, Montreal       | Kuba              | Alberto Juantorena | Stany Zjednoczone        | Fred Newhouse         | Stany Zjednoczone | Herman Frazier   | [ 77 ] |
| 1980, Moskwa         |                   | Wiktor Markin      | Australia                | Richard Mitchell      |                   | Frank Schaffer   | [ 78 ] |
| 1984, Los Angeles    | Stany Zjednoczone | Alonzo Babers      | Wybrzeże Kości Słoniowej | Gabriel Tiacoh        | Stany Zjednoczone | Antonio McKay    | [ 79 ] |
| 1988, Seul           | Stany Zjednoczone | Steve Lewis        | Stany Zjednoczone        | Butch Reynolds        | Stany Zjednoczone | Danny Everett    | [ 80 ] |
| 1992, Barcelona      | Stany Zjednoczone | Quincy Watts       | Stany Zjednoczone        | Steve Lewis           | Kenia             | Samson Kitur     | [ 81 ] |
| 1996, Atlanta        | Stany Zjednoczone | Michael Johnson    | Wielka Brytania          | Roger Black           | Uganda            | Davis Kamoga     | [ 82 ] |
| 2000, Sydney         | Stany Zjednoczone | Michael Johnson    | Stany Zjednoczone        | Alvin Harrison        | Jamajka           | Gregory Haughton | [ 83 ] |
| 2004, Ateny          | Stany Zjednoczone | Jeremy Wariner     | Stany Zjednoczone        | Otis Harris           | Stany Zjednoczone | Derrick Brew     | [ 84 ] |
| 2008, Pekin          | Stany Zjednoczone | LaShawn Merritt    | Stany Zjednoczone        | Jeremy Wariner        | Stany Zjednoczone | David Neville    | [ 85 ] |
| 2012, Londyn         | Grenada           | Kirani James       | Dominikana               | Luguelín Santos       | Trynidad i Tobago | Lalonde Gordon   | [ 86 ] |
| 2016, Rio de Janeiro | Południowa Afryka | Wayde van Niekerk  | Grenada                  | Kirani James          | Stany Zjednoczone | LaShawn Merritt  | [ 87 ] |
| 2021, Tokio          | Bahamy            | Steven Gardiner    | Kolumbia                 | Anthony Jose Zambrano | Grenada           | Kirani James     | [ 88 ] |

### Bieg na 800 metrów
Konkurencja obecna jest w programie nieprzerwanie od pierwszej edycji letnich igrzysk olimpijskich. Liderami klasyfikacji zawodników jest ex aequo czterech biegaczy, którzy zdobyli po 2 złote medale: Brytyjczyk Douglas Lowe, Kenijczyk David Rudisha, Nowozelandczyk Peter Snell i Amerykanin Mal Whitfield. Wśród reprezentacji liderem są Stany Zjednoczone, które w dorobku posiadają 8 złotych, 4 srebrne i 9 brązowych medali. W poniższej tabeli przedstawiono wszystkich medalistów igrzysk olimpijskich w biegu na 800 m w latach 1896–2021.
| Rok i miejsce        |                   | Złoto              |                   | Srebro              |                            | Brąz               | Źr.     |
| -------------------- | ----------------- | ------------------ | ----------------- | ------------------- | -------------------------- | ------------------ | ------- |
| 1896, Ateny          | Wielka Brytania   | Teddy Flack        |                   | Nándor Dáni         | Grecja                     | Dimitrios Golemis  | [ 89 ]  |
| 1900, Paryż          | Wielka Brytania   | Alfred Tysoe       | Stany Zjednoczone | John Cregan         | Stany Zjednoczone          | David Hall         | [ 90 ]  |
| 1904, St. Louis      | Stany Zjednoczone | Jim Lightbody      | Stany Zjednoczone | Howard Valentine    | Stany Zjednoczone          | Emil Breitkreutz   | [ 91 ]  |
| 1908, Londyn         | Stany Zjednoczone | Mel Sheppard       |                   | Emilio Lunghi       | Cesarstwo Niemieckie       | Hanns Braun        | [ 92 ]  |
| 1912, Sztokholm      | Stany Zjednoczone | Ted Meredith       | Stany Zjednoczone | Mel Sheppard        | Stany Zjednoczone          | Ira Davenport      | [ 93 ]  |
| 1920, Antwerpia      | Wielka Brytania   | Albert Hill        | Stany Zjednoczone | Earl Eby            |                            | Bevil Rudd         | [ 94 ]  |
| 1924, Paryż          | Wielka Brytania   | Douglas Lowe       |                   | Paul Martin         | Stany Zjednoczone          | Schuyler Enck      | [ 95 ]  |
| 1928, Amsterdam      | Wielka Brytania   | Douglas Lowe       | Szwecja           | Erik Byléhn         |                            | Hermann Engelhard  | [ 96 ]  |
| 1932, Los Angeles    | Wielka Brytania   | Thomas Hampson     | Kanada            | Alex Wilson         | Kanada                     | Phil Edwards       | [ 97 ]  |
| 1936, Berlin         | Stany Zjednoczone | John Woodruff      |                   | Mario Lanzi         | Kanada                     | Phil Edwards       | [ 98 ]  |
| 1948, Londyn         | Stany Zjednoczone | Mal Whitfield      | Jamajka           | Arthur Wint         | Francja                    | Marcel Hansenne    | [ 99 ]  |
| 1952, Helsinki       | Stany Zjednoczone | Mal Whitfield      | Jamajka           | Arthur Wint         | Niemcy                     | Heinz Ulzheimer    | [ 100 ] |
| 1956, Melbourne      | Stany Zjednoczone | Tom Courtney       | Wielka Brytania   | Derek Johnson       | Norwegia                   | Audun Boysen       | [ 101 ] |
| 1960, Rzym           | Nowa Zelandia     | Peter Snell        | Belgia            | Roger Moens         | Federacja Indii Zachodnich | George Kerr        | [ 102 ] |
| 1964, Tokio          | Nowa Zelandia     | Peter Snell        | Kanada            | Bill Crothers       | Kenia                      | Wilson Kiprugut    | [ 103 ] |
| 1968, Meksyk         | Australia         | Ralph Doubell      | Kenia             | Wilson Kiprugut     | Stany Zjednoczone          | Tom Farrell        | [ 104 ] |
| 1972, Monachium      | Stany Zjednoczone | Dave Wottle        |                   | Jewhen Arżanow      | Kenia                      | Mike Boit          | [ 105 ] |
| 1976, Montreal       | Kuba              | Alberto Juantorena | Belgia            | Ivo Van Damme       | Stany Zjednoczone          | Rick Wohlhuter     | [ 106 ] |
| 1980, Moskwa         | Wielka Brytania   | Steve Ovett        | Wielka Brytania   | Sebastian Coe       |                            | Nikołaj Kirow      | [ 107 ] |
| 1984, Los Angeles    | Brazylia          | Joaquim Cruz       | Wielka Brytania   | Sebastian Coe       | Stany Zjednoczone          | Earl Jones         | [ 108 ] |
| 1988, Seul           | Kenia             | Paul Ereng         | Brazylia          | Joaquim Cruz        | Maroko                     | Saïd Aouita        | [ 109 ] |
| 1992, Barcelona      | Kenia             | William Tanui      | Kenia             | Nixon Kiprotich     | Stany Zjednoczone          | Johnny Gray        | [ 110 ] |
| 1996, Atlanta        | Norwegia          | Vebjørn Rodal      | Południowa Afryka | Hezekiél Sepeng     | Kenia                      | Fred Onyancha      | [ 111 ] |
| 2000, Sydney         | Niemcy            | Nils Schumann      | Dania             | Wilson Kipketer     | Algieria                   | Djabir Saïd-Guerni | [ 112 ] |
| 2004, Ateny          | Rosja             | Jurij Borzakowski  | Południowa Afryka | Mbulaeni Mulaudzi   | Dania                      | Wilson Kipketer    | [ 113 ] |
| 2008, Pekin          | Kenia             | Wilfred Bungei     | Sudan             | Ismail Ahmed Ismail | Kenia                      | Alfred Kirwa Yego  | [ 114 ] |
| 2012, Londyn         | Kenia             | David Rudisha      | Botswana          | Nijel Amos          | Kenia                      | Timothy Kitum      | [ 115 ] |
| 2016, Rio de Janeiro | Kenia             | David Rudisha      | Algieria          | Taoufik Makhloufi   | Stany Zjednoczone          | Clayton Murphy     | [ 116 ] |
| 2021, Tokio          | Kenia             | Emmanuel Korir     | Kenia             | Ferguson Rotich     | Polska                     | Patryk Dobek       | [ 117 ] |

### Bieg na 1500 metrów
Konkurencja obecna jest w programie nieprzerwanie od pierwszej edycji letnich igrzysk olimpijskich. Liderem klasyfikacji zawodników jest Brytyjczyk Sebastian Coe, który zdobył 2 złote medale. Wśród reprezentacji liderem jest Wielka Brytania, która w dorobku posiada 5 złotych, 5 srebrnych i 4 brązowe medale. W poniższej tabeli przedstawiono wszystkich medalistów igrzysk olimpijskich w biegu na 1500 m w latach 1896–2021.
| Rok i miejsce        |                   | Złoto              |                   | Srebro             |                   | Brąz                | Źr.     |
| -------------------- | ----------------- | ------------------ | ----------------- | ------------------ | ----------------- | ------------------- | ------- |
| 1896, Ateny          | Wielka Brytania   | Teddy Flack        | Stany Zjednoczone | Arthur Blake       | Francja           | Albin Lermusiaux    | [ 118 ] |
| 1900, Paryż          | Wielka Brytania   | Charles Bennett    | Francja           | Henri Deloge       | Stany Zjednoczone | John Bray           | [ 119 ] |
| 1904, St. Louis      | Stany Zjednoczone | Jim Lightbody      | Stany Zjednoczone | William Verner     | Stany Zjednoczone | Lacey Hearn         | [ 120 ] |
| 1908, Londyn         | Stany Zjednoczone | Mel Sheppard       | Wielka Brytania   | Harold Wilson      | Wielka Brytania   | Norman Hallows      | [ 121 ] |
| 1912, Sztokholm      | Wielka Brytania   | Arnold Jackson     | Stany Zjednoczone | Abel Kiviat        | Stany Zjednoczone | Norman Taber        | [ 122 ] |
| 1920, Antwerpia      | Wielka Brytania   | Albert Hill        | Wielka Brytania   | Philip Baker       | Stany Zjednoczone | Lawrence Shields    | [ 123 ] |
| 1924, Paryż          | Finlandia         | Paavo Nurmi        |                   | Willy Schärer      | Wielka Brytania   | Henry Stallard      | [ 124 ] |
| 1928, Amsterdam      | Finlandia         | Harri Larva        | Francja           | Jules Ladoumègue   | Finlandia         | Eino Purje          | [ 125 ] |
| 1932, Los Angeles    |                   | Luigi Beccali      | Wielka Brytania   | Jerry Cornes       | Kanada            | Phil Edwards        | [ 126 ] |
| 1936, Berlin         | Nowa Zelandia     | Jack Lovelock      | Stany Zjednoczone | Glenn Cunningham   |                   | Luigi Beccali       | [ 127 ] |
| 1948, Londyn         | Szwecja           | Henry Eriksson     | Szwecja           | Lennart Strand     | Holandia          | Wim Slijkhuis       | [ 128 ] |
| 1952, Helsinki       | Luksemburg        | Josy Barthel       | Stany Zjednoczone | Bob McMillen       | Niemcy            | Werner Lueg         | [ 129 ] |
| 1956, Melbourne      | Irlandia          | Ron Delany         | Niemcy            | Klaus Richtzenhain | Australia         | John Landy          | [ 130 ] |
| 1960, Rzym           | Australia         | Herb Elliott       | Francja           | Michel Jazy        |                   | István Rózsavölgyi  | [ 131 ] |
| 1964, Tokio          | Nowa Zelandia     | Peter Snell        | Czechosłowacja    | Josef Odložil      | Nowa Zelandia     | John Davies         | [ 132 ] |
| 1968, Meksyk         | Kenia             | Kipchoge Keino     | Stany Zjednoczone | Jim Ryun           |                   | Bodo Tümmler        | [ 133 ] |
| 1972, Monachium      | Finlandia         | Pekka Vasala       | Kenia             | Kipchoge Keino     | Nowa Zelandia     | Rod Dixon           | [ 134 ] |
| 1976, Montreal       | Nowa Zelandia     | John Walker        | Belgia            | Ivo Van Damme      |                   | Paul-Heinz Wellmann | [ 135 ] |
| 1980, Moskwa         | Wielka Brytania   | Sebastian Coe      |                   | Jürgen Straub      | Wielka Brytania   | Steve Ovett         | [ 136 ] |
| 1984, Los Angeles    | Wielka Brytania   | Sebastian Coe      | Wielka Brytania   | Steve Cram         | Hiszpania         | José Manuel Abascal | [ 137 ] |
| 1988, Seul           | Kenia             | Peter Rono         | Wielka Brytania   | Peter Elliott      |                   | Jens-Peter Herold   | [ 138 ] |
| 1992, Barcelona      | Hiszpania         | Fermín Cacho       | Maroko            | Raszid al-Basir    | Katar             | Muhammad Sulajman   | [ 139 ] |
| 1996, Atlanta        | Algieria          | Noureddine Morceli | Hiszpania         | Fermín Cacho       | Kenia             | Stephen Kipkorir    | [ 140 ] |
| 2000, Sydney         | Kenia             | Noah Ngeny         | Maroko            | Hicham El Guerrouj | Kenia             | Bernard Lagat       | [ 141 ] |
| 2004, Ateny          | Maroko            | Hicham El Guerrouj | Kenia             | Bernard Lagat      | Portugalia        | Rui Silva           | [ 142 ] |
| 2008, Pekin          | Kenia             | Asbel Kiprop       | Nowa Zelandia     | Nick Willis        | Francja           | Mehdi Baala         | [ 143 ] |
| 2012, Londyn         | Algieria          | Taoufik Makhloufi  | Stany Zjednoczone | Leonel Manzano     | Maroko            | Abdalaati Iguider   | [ 144 ] |
| 2016, Rio de Janeiro | Stany Zjednoczone | Matthew Centrowitz | Algieria          | Taoufik Makhloufi  | Nowa Zelandia     | Nick Willis         | [ 145 ] |
| 2021, Tokio          | Norwegia          | Jakob Ingebrigtsen | Kenia             | Timothy Cheruiyot  | Wielka Brytania   | Josh Kerr           | [ 146 ] |

### Bieg na 5000 metrów
Konkurencja obecna jest w programie nieprzerwanie od Igrzysk Olimpijskich 1912. Liderami klasyfikacji zawodników są ex aequo Brytyjczyk Mo Farah i Fin Lasse Virén, którzy zdobyli po 2 złote medale. Wśród reprezentacji liderem jest Finlandia, która w dorobku posiada 7 złotych, 4 srebrne i 2 brązowe medale. W poniższej tabeli przedstawiono wszystkich medalistów igrzysk olimpijskich w biegu na 5000 m w latach 1912–2021.
| Rok i miejsce        |                   | Złoto              |                   | Srebro            |                   | Brąz                    | Źr.     |
| -------------------- | ----------------- | ------------------ | ----------------- | ----------------- | ----------------- | ----------------------- | ------- |
| 1912, Sztokholm      |                   | Hannes Kolehmainen | Francja           | Jean Bouin        | Wielka Brytania   | George Hutson           | [ 147 ] |
| 1920, Antwerpia      | Francja           | Joseph Guillemot   | Finlandia         | Paavo Nurmi       | Szwecja           | Eric Backman            | [ 148 ] |
| 1924, Paryż          | Finlandia         | Paavo Nurmi        | Finlandia         | Ville Ritola      | Szwecja           | Edvin Wide              | [ 149 ] |
| 1928, Amsterdam      | Finlandia         | Ville Ritola       | Finlandia         | Paavo Nurmi       | Szwecja           | Edvin Wide              | [ 150 ] |
| 1932, Los Angeles    | Finlandia         | Lauri Lehtinen     | Stany Zjednoczone | Ralph Hill        | Finlandia         | Lauri Virtanen          | [ 151 ] |
| 1936, Berlin         | Finlandia         | Gunnar Höckert     | Finlandia         | Lauri Lehtinen    | Szwecja           | Henry Jonsson           | [ 152 ] |
| 1948, Londyn         | Belgia            | Gaston Reiff       | Czechosłowacja    | Emil Zátopek      | Holandia          | Wim Slijkhuis           | [ 153 ] |
| 1952, Helsinki       | Czechosłowacja    | Emil Zátopek       | Francja           | Alain Mimoun      | Niemcy            | Herbert Schade          | [ 154 ] |
| 1956, Melbourne      |                   | Wołodymyr Kuc      | Wielka Brytania   | Gordon Pirie      | Wielka Brytania   | Derek Ibbotson          | [ 155 ] |
| 1960, Rzym           | Nowa Zelandia     | Murray Halberg     |                   | Hans Grodotzki    |                   | Kazimierz Zimny         | [ 156 ] |
| 1964, Tokio          | Stany Zjednoczone | Bob Schul          |                   | Harald Norpoth    | Stany Zjednoczone | William Dellinger       | [ 157 ] |
| 1968, Meksyk         | Tunezja           | Mohammed Gammoudi  | Kenia             | Kipchoge Keino    | Kenia             | Naftali Temu            | [ 158 ] |
| 1972, Monachium      | Finlandia         | Lasse Virén        | Tunezja           | Mohammed Gammoudi | Wielka Brytania   | Ian Stewart             | [ 159 ] |
| 1976, Montreal       | Finlandia         | Lasse Virén        | Nowa Zelandia     | Dick Quax         |                   | Klaus-Peter Hildenbrand | [ 160 ] |
| 1980, Moskwa         |                   | Miruts Yifter      | Tanzania          | Suleiman Nyambui  | Finlandia         | Kaarlo Maaninka         | [ 161 ] |
| 1984, Los Angeles    | Maroko            | Saïd Aouita        |                   | Markus Ryffel     | Portugalia        | António Leitão          | [ 162 ] |
| 1988, Seul           | Kenia             | John Ngugi         | Niemcy            | Dieter Baumann    |                   | Hansjörg Kunze          | [ 163 ] |
| 1992, Barcelona      | Niemcy            | Dieter Baumann     | Kenia             | Paul Bitok        | Etiopia           | Fita Bayisa             | [ 164 ] |
| 1996, Atlanta        | Burundi           | Vénuste Niyongabo  | Kenia             | Paul Bitok        | Maroko            | Khalid Boulami          | [ 165 ] |
| 2000, Sydney         | Etiopia           | Millon Wolde       | Algieria          | Ali Saïdi-Sief    | Maroko            | Ibrahim Lahlafi         | [ 166 ] |
| 2004, Ateny          | Maroko            | Hicham El Guerrouj | Etiopia           | Kenenisa Bekele   | Kenia             | Eliud Kipchoge          | [ 167 ] |
| 2008, Pekin          | Etiopia           | Kenenisa Bekele    | Kenia             | Eliud Kipchoge    | Kenia             | Edwin Soi               | [ 168 ] |
| 2012, Londyn         | Wielka Brytania   | Mo Farah           | Etiopia           | Dejen Gebremeskel | Kenia             | Thomas Longosiwa        | [ 169 ] |
| 2016, Rio de Janeiro | Wielka Brytania   | Mo Farah           | Stany Zjednoczone | Paul Chelimo      | Etiopia           | Hagos Gebrhiwet         | [ 170 ] |
| 2021, Tokio          | Uganda            | Joshua Cheptegei   | Kanada            | Mohammed Ahmed    | Stany Zjednoczone | Paul Chelimo            | [ 171 ] |

### Bieg na 5 mil
Konkurencję rozegrano tylko raz, podczas igrzysk w Londynie. W poniższej tabeli przedstawiono wszystkich medalistów igrzysk olimpijskich w biegu na 5 mi w 1908 roku.
| Rok i miejsce |                 | Złoto      |                 | Srebro      |         | Brąz          | Źr.     |
| ------------- | --------------- | ---------- | --------------- | ----------- | ------- | ------------- | ------- |
| 1908, Londyn  | Wielka Brytania | Emil Voigt | Wielka Brytania | Edward Owen | Szwecja | John Svanberg | [ 172 ] |

### Bieg na 10 000 metrów
Konkurencja obecna jest w programie nieprzerwanie od piątej edycji letnich igrzysk olimpijskich. Liderami klasyfikacji zawodników jest, ex aequo, pięciu biegaczy: Etiopczycy Kenenisa Bekele i Haile Gebrselassie, Brytyjczyk Mo Farah, Finowie Paavo Nurmi i Lasse Virén oraz Czech Emil Zátopek, którzy zdobyli po 2 złote medale. Wśród reprezentacji liderem jest Finlandia, która w dorobku posiada 7 złotych, 4 srebrne i 4 brązowe medale. W poniższej tabeli przedstawiono wszystkich medalistów igrzysk olimpijskich w biegu na 10 000 m w latach 1912–2021.
| Rok i miejsce        |                   | Złoto              |                   | Srebro            |                 | Brąz                | Źr.     |
| -------------------- | ----------------- | ------------------ | ----------------- | ----------------- | --------------- | ------------------- | ------- |
| 1912, Sztokholm      |                   | Hannes Kolehmainen | Stany Zjednoczone | Lewis Tewanima    |                 | Albin Stenroos      | [ 173 ] |
| 1920, Antwerpia      | Finlandia         | Paavo Nurmi        | Francja           | Joseph Guillemot  | Wielka Brytania | James Wilson        | [ 174 ] |
| 1924, Paryż          | Finlandia         | Ville Ritola       | Szwecja           | Edvin Wide        | Finlandia       | Eero Berg           | [ 175 ] |
| 1928, Amsterdam      | Finlandia         | Paavo Nurmi        | Finlandia         | Ville Ritola      | Szwecja         | Edvin Wide          | [ 176 ] |
| 1932, Los Angeles    |                   | Janusz Kusociński  | Finlandia         | Volmari Iso-Hollo | Finlandia       | Lauri Virtanen      | [ 177 ] |
| 1936, Berlin         | Finlandia         | Ilmari Salminen    | Finlandia         | Arvo Askola       | Finlandia       | Volmari Iso-Hollo   | [ 178 ] |
| 1948, Londyn         | Czechosłowacja    | Emil Zátopek       | Francja           | Alain Mimoun      | Szwecja         | Bertil Albertsson   | [ 179 ] |
| 1952, Helsinki       | Czechosłowacja    | Emil Zátopek       | Francja           | Alain Mimoun      |                 | Aleksandr Anufrijew | [ 180 ] |
| 1956, Melbourne      |                   | Wołodymyr Kuc      |                   | József Kovács     | Australia       | Allan Lawrence      | [ 181 ] |
| 1960, Rzym           |                   | Piotr Bołotnikow   |                   | Hans Grodotzki    | Australia       | Dave Power          | [ 182 ] |
| 1964, Tokio          | Stany Zjednoczone | Billy Mills        | Tunezja           | Mohammed Gammoudi | Australia       | Ron Clarke          | [ 183 ] |
| 1968, Meksyk         | Kenia             | Naftali Temu       |                   | Mamo Wolde        | Tunezja         | Mohammed Gammoudi   | [ 184 ] |
| 1972, Monachium      | Finlandia         | Lasse Virén        | Belgia            | Emiel Puttemans   |                 | Miruts Yifter       | [ 185 ] |
| 1976, Montreal       | Finlandia         | Lasse Virén        | Portugalia        | Carlos Lopes      | Wielka Brytania | Brendan Foster      | [ 186 ] |
| 1980, Moskwa         |                   | Miruts Yifter      | Finlandia         | Kaarlo Maaninka   |                 | Mohamed Kedir       | [ 187 ] |
| 1984, Los Angeles    | Włochy            | Alberto Cova       | Wielka Brytania   | Mike McLeod       | Kenia           | Michael Musyoki     | [ 188 ] |
| 1988, Seul           | Maroko            | Ibrahim Butajjib   | Włochy            | Salvatore Antibo  | Kenia           | Kipkemboi Kimeli    | [ 189 ] |
| 1992, Barcelona      | Maroko            | Chalid Skah        | Kenia             | Richard Chelimo   | Etiopia         | Addis Abebe         | [ 190 ] |
| 1996, Atlanta        | Etiopia           | Haile Gebrselassie | Kenia             | Paul Tergat       | Maroko          | Salah Hissou        | [ 191 ] |
| 2000, Sydney         | Etiopia           | Haile Gebrselassie | Kenia             | Paul Tergat       | Etiopia         | Assefa Mezgebu      | [ 192 ] |
| 2004, Ateny          | Etiopia           | Kenenisa Bekele    | Etiopia           | Sileshi Sihine    | Erytrea         | Zersenay Tadese     | [ 193 ] |
| 2008, Pekin          | Etiopia           | Kenenisa Bekele    | Etiopia           | Sileshi Sihine    | Kenia           | Micah Kogo          | [ 194 ] |
| 2012, Londyn         | Wielka Brytania   | Mo Farah           | Stany Zjednoczone | Galen Rupp        | Etiopia         | Tariku Bekele       | [ 195 ] |
| 2016, Rio de Janeiro | Wielka Brytania   | Mo Farah           | Kenia             | Paul Tanui        | Etiopia         | Tamirat Tola        | [ 196 ] |
| 2021, Tokio          | Etiopia           | Selemon Barega     | Uganda            | Joshua Cheptegei  | Uganda          | Jacob Kiplimo       | [ 197 ] |

### Maraton
Konkurencja obecna jest w programie nieprzerwanie od pierwszej edycji letnich igrzysk olimpijskich. Liderami klasyfikacji zawodników jest, ex aequo, trzech biegaczy: Etiopczyk Abebe Bikila, Niemiec Waldemar Cierpinski oraz Kenijczyk Eliud Kipchoge, którzy zdobyli po dwa złote medale. Wśród reprezentacji liderem jest Etiopia, która w dorobku posiada 4 złote, 1 srebrny i 3 brązowe medale.
Na przestrzeni lat zmieniał się dystans biegu maratońskiego. W 1896 roku wynosił ok. 40 000 m, w 1900 – 40 260 m, w 1904 ponownie 40 000 m, w 1908 – 40 200 m, a w 1920 – 42 750 m. Od igrzysk 1924 ustalono stały dystans biegu dla każdych następnych igrzysk – 42 195 m. W poniższej tabeli przedstawiono wszystkich medalistów igrzysk olimpijskich w maratonie w latach 1896–2021.
| Rok i miejsce        |                   | Złoto               |                   | Srebro               |                   | Brąz                     | Źr.             |
| -------------------- | ----------------- | ------------------- | ----------------- | -------------------- | ----------------- | ------------------------ | --------------- |
| 1896, Ateny          | Grecja            | Spiridon Luis       | Grecja            | Charilaos Wasilakos  |                   | Gyula Kellner            | [ 198 ]         |
| 1900, Paryż          | Francja           | Michel Théato       | Francja           | Émile Champion       | Szwecja           | Ernst Fast               | [ 201 ]         |
| 1904, St. Louis      | Stany Zjednoczone | Thomas Hicks        | Francja           | Albert Corey         | Stany Zjednoczone | Arthur Newton            | [ 204 ] [ 205 ] |
| 1908, Londyn         | Stany Zjednoczone | Johnny Hayes        | Wielka Brytania   | Charles Hefferon     | Stany Zjednoczone | Joseph Forshaw           | [ 206 ]         |
| 1912, Sztokholm      | Wielka Brytania   | Kenneth McArthur    | Wielka Brytania   | Christopher Gitsham  | Stany Zjednoczone | Gaston Strobino          | [ 207 ]         |
| 1920, Antwerpia      | Finlandia         | Hannes Kolehmainen  | Estonia           | Jüri Lossmann        |                   | Valerio Arri             | [ 208 ]         |
| 1924, Paryż          | Finlandia         | Albin Stenroos      |                   | Romeo Bertini        | Stany Zjednoczone | Clarence DeMar           | [ 209 ]         |
| 1928, Amsterdam      | Francja           | Boughera El Ouafi   | Chile             | Manuel Plaza         | Finlandia         | Martti Marttelin         | [ 210 ]         |
| 1932, Los Angeles    | Argentyna         | Juan Carlos Zabala  | Wielka Brytania   | Samuel Ferris        | Finlandia         | Armas Toivonen           | [ 211 ]         |
| 1936, Berlin         |                   | Sohn Kee-chung      | Wielka Brytania   | Ernest Harper        |                   | Nam Sung-yong            | [ 212 ]         |
| 1948, Londyn         | Argentyna         | Delfo Cabrera       | Wielka Brytania   | Tom Richards         | Belgia            | Étienne Gailly           | [ 213 ]         |
| 1952, Helsinki       | Czechosłowacja    | Emil Zátopek        | Argentyna         | Reinaldo Gorno       | Szwecja           | Gustaf Jansson           | [ 214 ]         |
| 1956, Melbourne      | Francja           | Alain Mimoun        |                   | Franjo Mihalić       | Finlandia         | Veikko Karvonen          | [ 215 ]         |
| 1960, Rzym           |                   | Abebe Bikila        | Maroko            | Rhadi Ben Abdesselam | Nowa Zelandia     | Barry Magee              | [ 216 ]         |
| 1964, Tokio          |                   | Abebe Bikila        | Wielka Brytania   | Basil Heatley        |                   | Kōkichi Tsuburaya        | [ 217 ]         |
| 1968, Meksyk         |                   | Mamo Wolde          |                   | Kenji Kimihara       | Nowa Zelandia     | Mike Ryan                | [ 218 ]         |
| 1972, Monachium      | Stany Zjednoczone | Frank Shorter       | Belgia            | Karel Lismont        |                   | Mamo Wolde               | [ 219 ]         |
| 1976, Montreal       |                   | Waldemar Cierpinski | Stany Zjednoczone | Frank Shorter        | Belgia            | Karel Lismont            | [ 220 ]         |
| 1980, Moskwa         |                   | Waldemar Cierpinski | Holandia          | Gerard Nijboer       |                   | Satymkuł Dżumanazarow    | [ 221 ]         |
| 1984, Los Angeles    | Portugalia        | Carlos Lopes        | Irlandia          | John Treacy          | Wielka Brytania   | Charles Spedding         | [ 222 ]         |
| 1988, Seul           | Włochy            | Gelindo Bordin      | Kenia             | Douglas Wakiihuri    | Dżibuti           | Ahmed Salah              | [ 223 ]         |
| 1992, Barcelona      | Korea Południowa  | Hwang Young-cho     |                   | Kōichi Morishita     | Niemcy            | Stephan Freigang         | [ 224 ]         |
| 1996, Atlanta        | Południowa Afryka | Josia Thugwane      | Korea Południowa  | Lee Bong-ju          | Kenia             | Erick Wainaina           | [ 225 ]         |
| 2000, Sydney         | Etiopia           | Gezahegne Abera     | Kenia             | Erick Wainaina       | Etiopia           | Tesfaye Tola             | [ 226 ]         |
| 2004, Ateny          | Włochy            | Stefano Baldini     | Stany Zjednoczone | Mebrahtom Keflezighi | Brazylia          | Vanderlei de Lima        | [ 227 ]         |
| 2008, Pekin          | Kenia             | Samuel Wanjiru      | Maroko            | Dżawad Gharib        | Etiopia           | Tsegay Kebede            | [ 228 ]         |
| 2012, Londyn         | Uganda            | Stephen Kiprotich   | Kenia             | Abel Kirui           | Kenia             | Wilson Kipsang Kiprotich | [ 229 ]         |
| 2016, Rio de Janeiro | Kenia             | Eliud Kipchoge      | Etiopia           | Feyisa Lilesa        | Stany Zjednoczone | Galen Rupp               | [ 230 ]         |
| 2021, Tokio          | Kenia             | Eliud Kipchoge      | Holandia          | Abdi Nageeye         | Belgia            | Bashir Abdi              | [ 231 ]         |